# شيندرهانيس بارتيلسي
الشيندرهانيس بارتيلسي أو الشيندرهانيز بارتيلسي (Schinderhannes bartelsi) هو أنومالوكاريديد معروف من عينة واحدة من عصر الديڤوني السفلي، وكان اكتشافها مذهلًا لأنه في السابق كانت الأنومالوكاريديديات معروفة فقط من مرسب أحفوري محفوظ بشكل استثنائي من عصر الكمبري، في وقت مبكر قبل 100 مليون سنة.
الأنومالوكاريديديات مثل الأنومالوكاريس هي كائنات يُعتقد أن لها صلة بعيدة بالمفصليات، هذه المخلوقات بدت أنها لا تشبه على نحو تام أي كائنات حية موجودة الآن، كان لها هيكل خارجي منقسم إلى أجزاء، مع فصوص جانبية استخدمت للسباحة، وعيون كبيرة مركبة، وأكثر الأشياء الملفتة للنظر زوج من الزوائد الكبيرة شبيهة بالمخلب والتي تشبه روبيان بلا رأس، هذه الزوائد يُعتقد أنها كانت تنقل الطعام إلى فم الحيوان الذي يشبه حلقة من شرائح الأناناس.

## وصلات خارجية
- Origin of claws seen in 390-million-year-old fossil نسخة محفوظة 6 يناير 2014 على موقع واي باك مشين.
- Panda's Thumb: Schinderhannes bartelsi
- ScienceBlogs: Schinderhannes bartelsi, by PZ Myers showing a مخطط النسل as proposed by G. Kühl et al., placing Schinderhannes (but not Anomalocaris) into the group of مفصليات الأرجل.